# Алексюк Павло Павлович
Павло Павлович Алексюк (біл. Павел Паўлавіч Аляксюк) (28 листопада 1892 — 19??) — білоруський політичний діяч. Білоруський представник при Раді народних міністрів УНР в Києві (1917—1918).

## Життєпис
Освіту здобув в чоловічій гімназії Гродно, згодом навчався на юридичному факультеті Санкт-Петербурзького університету, який закінчив у 1915 році. Після Лютневої революції 1917 року в Росії був членом Центрального бюро Білоруської соціалістичної громади (БСГ), в червні-липні 1917 року — працював заступником старшини Білоруського національного комітету в Мінську. Потім входив до складу виконавчого комітету Великої Білоруської Ради і Центральної Білоруської Військової Ради. З обох в 1918 році був виключений, звинувачений в розтраті коштів.
21 лютого 1918 року, при вступі до Мінська німецьких військ, вітав їх разом з білоруським політиком Романом Скірмунтом і представниками польських політичних організацій. Під час німецької окупації стає членом Мінського білоруського представництва. Один з ініціаторів проголошення в червні 1918 року Білоруської народної республіки.
Після того, як німецькі війська були виведені з Білорусі, вітав в Мінську вступ в місто польської армії, а також особисто Юзефа Пілсудського. З осені 1920 року очолював у Варшаві емігрантський Білоруський політичний комітет. Підтримував військову діяльність білогвардійських загонів  Станіслава Булак-Балаховича проти Червоної армії, а також приєднання Західної Білорусі до Польщі. У 1920-ті роки займався адвокатською практикою в Новогрудку, що відійшов до Польщі, де був також заступником керуючого Товариства білоруської школи. Подальша доля невідома.